# Рітчот
Рітчот (англ. Ritchot) — сільський муніципалітет в Канаді, у провінції Манітоба.

## Населення
За даними перепису 2016 року, сільський муніципалітет нараховував 6679 осіб, показавши зростання на 21,9%, порівняно з 2011-м роком. Середня густина населення становила 20 осіб/км².
З офіційних мов обидвома одночасно володіли 2 320 жителів, тільки англійською — 4 295, тільки французькою — 45, а 15 — жодною з них. Усього 465 осіб вважали рідною мовою не одну з офіційних, з них 25 — українську.
Працездатне населення становило 75,5% усього населення, рівень безробіття — 4,2% (4,6% серед чоловіків та 3,8% серед жінок). 87,1% осіб були найманими працівниками, а 12,1% — самозайнятими.
Середній дохід на особу становив $51 661 (медіана $44 245), при цьому для чоловіків — $60 509, а для жінок $42 246 (медіани — $52 339 та $37 210 відповідно).
31,5% мешканців мали закінчену шкільну освіту, не мали закінченої шкільної освіти — 16,7%, 51,8% мали післяшкільну освіту, з яких 33,2% мали диплом бакалавра, або вищий.
| Статево-вікова структура населення | Статево-вікова структура населення | Статево-вікова структура населення | Статево-вікова структура населення | Статево-вікова структура населення |
| ---------------------------------- | ---------------------------------- | ---------------------------------- | ---------------------------------- | ---------------------------------- |
|                                    |                                    |                                    |                                    |                                    |
| Всього                             | Всього                             | 51,6%48,4%                         |                                    |                                    |
| 0 — 14 років                       | 0 — 14 років                       |                                    | 20,6%                              | 20,6%                              |
| 15 — 64 років                      | 15 — 64 років                      |                                    | 69%                                | 69%                                |
| 65 і більше                        | 65 і більше                        |                                    | 10,5%                              | 10,5%                              |
| 85 і більше                        | 85 і більше                        |                                    | 0,5%                               | 0,5%                               |
| Середній вік (років)               | Середній вік (років)               | 37,036,8                           | 36,9                               | 36,9                               |
| Медіана (років)                    | Медіана (років)                    | 36,536,4                           | 36,5                               | 36,5                               |
| — чоловіки — жінки                 |                                    |                                    |                                    |                                    |

| Походження мешканців:     | Походження мешканців:     | Походження мешканців: | Походження мешканців: | Походження мешканців: |
| ------------------------- | ------------------------- | --------------------- | --------------------- | --------------------- |
| Походження                |                           |                       | осіб                  | %                     |
| Корінні американці        | Корінні американці        |                       | 1 200                 | 17.96%                |
| Інше північноамериканське | Інше північноамериканське |                       | 2 105                 | 31.51%                |
| Європейське               | Європейське               |                       | 5 640                 | 84.43%                |
| британське                | британське                |                       | 2 465                 | 36.9%                 |
| французьке                | французьке                |                       | 2 565                 | 38.4%                 |
| українське                | українське                |                       | 1 250                 | 18.71%                |
| Латинськоамериканське     | Латинськоамериканське     |                       | 80                    | 1.2%                  |
| Карибське                 | Карибське                 |                       | 80                    | 1.2%                  |
| Африканське               | Африканське               |                       | 65                    | 0.97%                 |
| Азійське                  | Азійське                  |                       | 255                   | 3.82%                 |

| Зайнятість населення за галузями (за класифікацією NOC): | Зайнятість населення за галузями (за класифікацією NOC): | Зайнятість населення за галузями (за класифікацією NOC): | Зайнятість населення за галузями (за класифікацією NOC): | Зайнятість населення за галузями (за класифікацією NOC): |
| -------------------------------------------------------- | -------------------------------------------------------- | -------------------------------------------------------- | -------------------------------------------------------- | -------------------------------------------------------- |
|                                                          |                                                          |                                                          |                                                          |                                                          |
| Управління                                               | Управління                                               |                                                          | 15,9%                                                    | 15,9%                                                    |
| Бізнес, фінанси та адміністрування                       | Бізнес, фінанси та адміністрування                       |                                                          | 15,9%                                                    | 15,9%                                                    |
| Природничі та прикладні науки                            | Природничі та прикладні науки                            |                                                          | 4,7%                                                     | 4,7%                                                     |
| Охорона здоров'я                                         | Охорона здоров'я                                         |                                                          | 5,4%                                                     | 5,4%                                                     |
| Освіта, правозахист, муніципальні та урядові служби      | Освіта, правозахист, муніципальні та урядові служби      |                                                          | 15%                                                      | 15%                                                      |
| Мистецтво, культура, відпочинок та спорт                 | Мистецтво, культура, відпочинок та спорт                 |                                                          | 1%                                                       | 1%                                                       |
| Роздрібна торгівля та послуги                            | Роздрібна торгівля та послуги                            |                                                          | 18,4%                                                    | 18,4%                                                    |
| Гуртова торгівля, транспорт та обладнання                | Гуртова торгівля, транспорт та обладнання                |                                                          | 17,8%                                                    | 17,8%                                                    |
| Природні ресурси, сільське господарство                  | Природні ресурси, сільське господарство                  |                                                          | 4,3%                                                     | 4,3%                                                     |
| Виробництво                                              | Виробництво                                              |                                                          | 2%                                                       | 2%                                                       |

## Клімат
Середня річна температура становить 2,7°C, середня максимальна – 24°C, а середня мінімальна – -24,5°C. Середня річна кількість опадів – 545 мм.
| Клімат поселення                              | Клімат поселення | Клімат поселення | Клімат поселення | Клімат поселення | Клімат поселення | Клімат поселення | Клімат поселення | Клімат поселення | Клімат поселення | Клімат поселення | Клімат поселення | Клімат поселення | Клімат поселення |
| Показник                                      | Січ.             | Лют.             | Бер.             | Квіт.            | Трав.            | Черв.            | Лип.             | Серп.            | Вер.             | Жовт.            | Лист.            | Груд.            |                  |
| Середній максимум, °C                         | −11,88           | −7,59            | −0,23            | 10,12            | 18,35            | 23,42            | 23,96            | 23,07            | 17,57            | 10,30            | −0,07            | −9,72            |                  |
| Середня температура, °C                       | −18,18           | −13,9            | −6,52            | 3,80             | 12,04            | 17,10            | 19,40            | 18,50            | 13,00            | 5,73             | −4,63            | −14,3            |                  |
| Середній мінімум, °C                          | −24,48           | −20,22           | −12,85           | −2,5             | 5,74             | 10,80            | 14,82            | 13,91            | 8,44             | 1,20             | −9,19            | −18,88           |                  |
| Норма опадів, мм                              | 19               | 13               | 21               | 29               | 63               | 97               | 88               | 75               | 50               | 41               | 27               | 22               |                  |
| Середньомісячна швидкість вітру, м/с          | 4.10             | 4.10             | 4.20             | 4.40             | 4.40             | 3.90             | 3.50             | 3.63             | 4.10             | 4.40             | 4.40             | 4.20             |                  |
| Середньомісячна сонячна радіація, кДж/м²·день | 4323             | 7719             | 12543            | 17156            | 19926            | 21131            | 21694            | 18417            | 12719            | 7601             | 4295             | 3268             |                  |
| --------------------------------------------- | ---------------- | ---------------- | ---------------- | ---------------- | ---------------- | ---------------- | ---------------- | ---------------- | ---------------- | ---------------- | ---------------- | ---------------- | ---------------- |
| Джерело:                                      |                  |                  |                  |                  |                  |                  |                  |                  |                  |                  |                  |                  |                  |